# Katholischer Kinder- und Jugendbuchpreis
Der Katholische Kinder- und Jugendbuchpreis (vormals Katholischer Kinderbuchpreis) ist ein Literaturpreis, der von der Deutschen Bischofskonferenz seit 1979 verliehen wird und mit insgesamt 5000 Euro dotiert ist, die ggf. auf den Autor und den Übersetzer verteilt werden (Stand 2022).

## Beschreibung
Die Idee ging von dem Schriftsteller Willi Fährmann aus, der Bischof Heinrich Tenhumberg bat, stärker auf die Bedeutung von Kinder- und Jugendliteratur hinzuweisen. 1979 hieß er noch Katholischer Kinderbuchpreis, wurde aber 1996 auf Katholischer Kinder- und Jugendbuchpreis erweitert.
Ausgezeichnet werden deutschsprachige Bücher, die beispielhaft und altersgemäß religiöse Erfahrungen vermitteln, Glaubenswissen erschließen und christliche Lebenshaltungen verdeutlichen. Seit 1997 wird den Preisträgern eine in Bronze gegossene Statuette, „Die Lesende“, übergeben.

## Ausgefallene Verleihung 2021
Die zehnköpfige Jury hatte das Buch Papierklavier von Elisabeth Steinkellner vorgeschlagen. Dies wurde vom Ständigen Rat ohne Begründung abgelehnt. Da die Jury kein anderes Buch vorschlagen wollte, wurde der Preis an kein Buch vergeben. Daraufhin haben sich 222 Kinderbuchautoren und -illustratoren in einem offenen Brief an den Ständigen Rat der Deutschen Bischofskonferenz beschwert.
Im Juli 2021 wurde bekannt, dass in der Konferenz der Bischöfe beschlossen wurde die Statuten für den Preis zu ändern: Künftig bedarf die Jury nicht mehr der Zustimmung der Bischöfe. Dies ist offenbar eine Konsequenz aus dem vorangegangenen Konflikt.

## Preisträger
| Jahr | Autor | Titel des Werks |
| ---- | --- | --- |
| 2025 | Karen Köhler mit Illustrationen von Bea Davies | Himmelwärts |
| 2024 | Linda Wolfsgruber | sieben. die schöpfung. |
| 2023 | Andreas Steinhöfel und Melanie Garanin | Völlig meschugge |
| 2022 | Kirsten Boie | Dunkelnacht |
| 2021 | Empfehlungsliste | Nicht verliehen |
| 2020 | Susan Kreller | Elektrische Fische |
| 2019 | Steven Herrick und Uwe-Michael Gutzschhahn | Ich weiß, heute Nacht werde ich träumen |
| 2018 | Lauren Wolk und Birgitt Kollmann | Das Jahr, in dem ich lügen lernte |
| 2017 | Anna Woltz und Andrea Kluitmann | Gips oder Wie ich an einem einzigen Tag die Welt reparierte |
| 2016 | Reinhard Kleist | Der Traum von Olympia – Die Geschichte von Samia Yusuf Omar |
| 2015 | Stian Hole | Annas Himmel |
| 2014 | Claude K. Dubois | Akim rennt |
| 2013 | Tamara Bach | Was vom Sommer übrig ist |
| 2012 | Anne-Laure Bondoux | Die Zeit der Wunder |
| 2011 | Morris Gleitzman und Uwe-Michael Gutzschhahn | Einmal |
| 2010 | Heinz Janisch und Linda Wolfsgruber | Wie war das am Anfang |
| 2009 | Andreas Steinhöfel | Rico, Oskar und die Tieferschatten |
| 2008 | Michael Gerard Bauer | Running Man |
| 2007 | In diesem Jahr wurden 15 Bücher empfohlen. Einen einzelnen Preisträger gab es nicht. Jude Daly Kate DiCamillo Eva Höschl Guus Kuijer Joke van Leeuwen und Malika Blain Dagmar H. Mueller Lorenz Pauli Daan Remmerts de Vries Regine Schindler Jerry Spinelli Ulf Stark Dietrich Steinwede Marleen Westera Margaret Wild Lydia Zeller | Alles hat seine Zeit Die wundersame Reise von Edward Tulane Paul hat Krebs Das Buch von allen Dingen Jahre ohne Amrar Herbst im Kopf mutig, mutig Die Nordwindhexe Die Zehn Gebote Asche fällt wie Schnee Ein Sommer mit Percy und Buffalo Bill Martin Luther Schaf und Ziege Eine Nacht Keine Lust. Auf nichts! |
| 2006 | David Almond | Feuerschlucker |
| 2005 | Jutta Richter | Hechtsommer |
| 2004 | Hildegard Kretschmer | Wie Noah die Tiere gerettet hat. Berühmte Maler erzählen die Bibel |
| 2003 | Armin Greder | Die Insel |
| 2002 | Jutta Bauer | Opas Engel |
| 2001 | Elisabeth Zöller | Anna rennt |
| 1999 | Henning Mankell | Das Geheimnis des Feuers |
| 1997 | Robert Cormier | Nur eine Kleinigkeit |
| 1995 | Louis Joos und Rascal (= Pascal Nottet) Peter Dickinson | Oregons Reise Der brennende Dornbusch |
| 1993 | Maretha Maartens | Tintenvogel |
| 1991 | Max Bolliger Geraldine McCaughrean | Das Buch der Schöpfung Gabriel und der Meisterspieler |
| 1989 | Sonia Levitin | Heimkehr nach Jerusalem |
| 1987 | Anatol Feid Otfried Preußler | Keine Angst, Maria Der Engel mit der Pudelmütze |
| 1985 | Käthe Recheis Regine Schindler | Die Stimme des Donnervogels ... und Sara lacht |
| 1983 | Max Bolliger | Euer Bruder Franz |
| 1981 | Lene Mayer-Skumanz Willi Fährmann | Geschichten vom Bruder Franz Der lange Weg des Lukas B. |
| 1979 | Else Breen Kurt Hock | Warte nicht auf einen Engel Telat sucht den Regenbogen |